# P/2011 S1 (Gibbs)
P/2011 S1 (Gibbs) — одна з короткоперіодичних комет типу Хірона. Комета була відкрита 18 вересня 2011 року, коли мала 21.2m.